# (6258) Rodin
(6258) Rodin (3070 T-2) – planetoida z pasa głównego asteroid okrążająca Słońce w ciągu 3,4 lat w średniej odległości 2,26 j.a. Odkryta 30 września 1973 roku.